# Model ogólnej cyrkulacji
Model ogólnej cyrkulacji (ang. global climate model or general circulation model, w skrócie GCM) – model matematyczny opisujący zachowanie się klimatu na podstawie równań mechaniki płynów oraz innych równań fizyki i chemii opisujących procesy istotne z punktu widzenia zmian klimatu.
Modele ogólnej cyrkulacji atmosfery (AGCM) mają uproszczony opis oceanu, natomiast modele oceanu (OGCM) mają uproszczony model atmosfery. Obecnie coraz częściej używa się modeli sprzężonych opisujących atmosferę i ocean (AOGCM) razem. Modele AOGCM opisują także wymianę strumieni pomiędzy atmosferą i lądem. Te złożone modele starają się opisać wiernie zjawiska w przyrodzie, ale istnieją duże różnice pomiędzy modelami opracowanymi w różnych ośrodkach badawczych.
Ostatnio (2006) modele ogólnej cyrkulacji atmosfery są rozszerzane o moduły uwzględniające chemię atmosfery czy cykl obiegu węgla i nazywane są wtedy modelami systemu Ziemia. Modele takie lepiej opisują emisję gazów cieplarnianych i dają możliwość uwzględnienia różnego rodzaju sprzężeń zwrotnych. Połączone modele klimatu zawierające chemię atmosfery pozwalają na przykład na lepszy opis zachowania dziury ozonowej .
Przewidywania klimatu zależą nie tylko od tego jak zmieni się produkcja przemysłowa (jedna z mało zrozumianych obecnie zmiennych używanych do inicjacji modeli) ale także od samego modelu i jego złożoności. Badacze starają się dodawać coraz bardziej realistyczne schematy i poprawiają parametryzację zjawisk fizycznych i chemicznych w modelach, ale nadal są istotne problemy z kompletnym opisem przyrody .
Proste model klimatu są tylko bardzo uproszczonym przybliżeniem rzeczywistości i są głównie używane do wyrobienia intuicji na temat zjawisk i ich wzajemnego oddziaływania, np. na temat temperatury Ziemi w równowadze pomiędzy promieniowaniem dochodzącym i odchodzącym.

Siatka na sferze z pokazanym pasmem strefowym. Widać zagęszczenie punktów koło bieguna.

## Budowa modeli
Modele ogólnej cyrkulacji atmosfery mają trzy zmienne przestrzenne opisujące wszystkie punkty na ziemi, w atmosferze i oceanie, oraz zmienną czasową dla pół prognostycznych (takich jak prognoza temperatury czy ciśnienia). Modele zawierają moduły opisujące przybliżenie procesów fizycznych takich jak konwekcja czy fizyka chmur; zazwyczaj parametryzowane są procesy, które są podskalowe, czyli takie które zachodzą na obszarach mniejszych niż rozmiar siatki zastosowanej w danym modelu.
Atmosferyczny GCM jest modelem atmosfery i zazwyczaj zawiera także moduł oddziaływania z powierzchnia lądu i oceanu; ale temperatura oceanu (SST) jest zdefiniowana w prosty sposób .
- AGCM mają rdzeń dynamiczny, który jest podstawą każdego modelu i rozwiązuje równania ruchu powietrza na kuli ziemskiej. Rozwiązanie tych równań daje
  - ciśnienie atmosferyczne
  - prędkość i kierunek wiatru
  - temperaturę i wilgotność na różnych poziomach
- moduł radiacyjny opisujący przepływ promieniowania słonecznego i promieniowania cieplnego
- parametryzacje różnych procesów, m.in.
  - konwekcję
  - procesy oddziaływania z powierzchnią ziemi
  - zachmurzenie

GCM ma kilka składowych prognostycznych, które są przewidywane z równań ruchu w każdym kroku czasowym i kilka zmiennych diagnostycznych, które są dedukowane ze zmiennych prognostycznych. Przykładowo ze zmiennych prognostycznych - temperatury, ciśnienia, i wilgotności - można ocenić opad (zmienna diagnostyczna).
Oceaniczne GCM to modele oceanu, w których atmosfera jest opisana w bardzo przybliżony sposób. OGCM może zawierać opis tworzenia się lodu. Typowy model oceanu, np. HadOM3, ma siatkę co 1,25 stopnia szerokości i długości geograficznej i 20 poziomów. Taki model ma około 1 500 000 zmiennych.
Sprzężone modele oceanu i atmosfery AOGCM (np. HadCM3) używają modeli oceanu i atmosfery razem. Dzięki temu strumienie ciepła i innych wielkości z oceanu do atmosfery i z atmosfery do oceany są prognozowane a nie zakładane. Modele AOGCM są jednymi z najbardziej skomplikowanych programów numerycznych opisujących przyrodę. Liczba zmiennych jest olbrzymia i trudna w analizie. Mimo to modele te są obecnie intensywnie rozwijane.

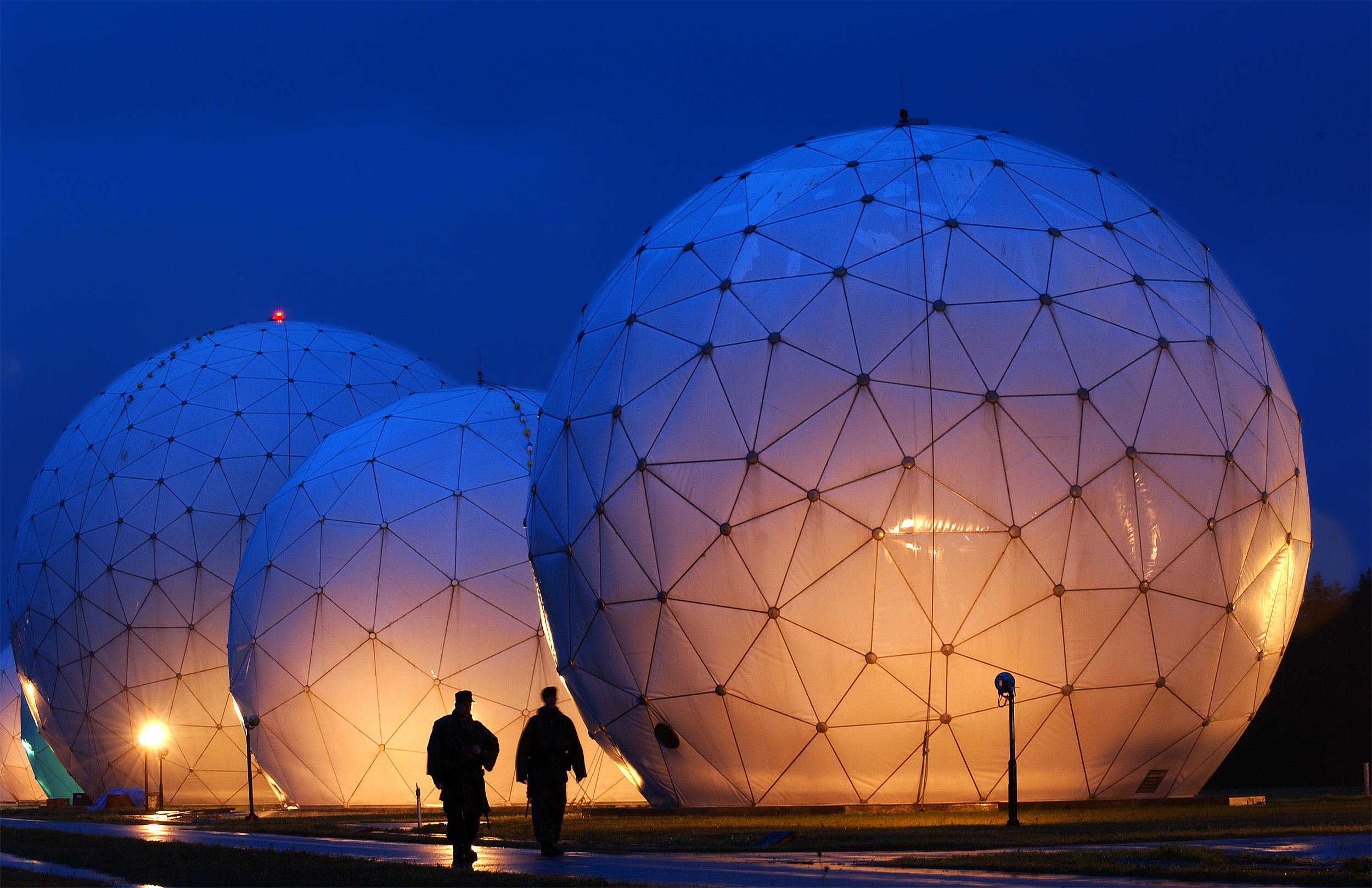
Przykład siatki geodezyjnej pokrywającej sferę. Podobne siatki są czasami używane do numerycznego rozwiązywania modeli klimatu z tym, że atmosfera jest podzielona na warstwy.

### Siatka
Nie można dokładnie (analitycznie) rozwiązać równań ruchu powietrza w ogólnym przypadku. Numeryczne (komputerowe) rozwiązania wymagają dyskretyzacji za pomocą różnych przybliżeń numerycznych, np. różnic skończonych, metod spektralnych lub elementów skończonych. Typowa rozdzielczość AGCM to 1-5 stopnia szerokości i długości geograficznej, czyli co około 100-500 km. Model angielskiego Centrum Hadleya (ang. Hadley Centre), tzw. HadAM3 jest na siatce 2,5 stopnia szerokości geograficznej i 3,75 stopnia długości geograficznej (73x96 punktów) oraz 19 poziomów w wysokości od powierzchni ziemi do szczytu atmosfery. Ta dyskretyzacja daje około 500 000 punktów dla podstawowych zmiennych prognostycznych - dwóch horyzontalnych składowych prędkości wiatru, temperatury, i ciśnienia.
Standardowe metody różnic skończonych zastosowane na sferze prowadzą do problemów z wynikami blisko biegunów ze względu na zagęszczanie się punktów sieci blisko bieguna. Prowadzi to do niestabilności numerycznych opisanych tzw. kryterium Couranta–Friedrichsa–Lewy'ego. Podobnie jest z modelami cyrkulacji oceanu, gdzie problem ten można rozwiązać używając siatki obróconej tak, że biegun wypada nad lądem. Metody spektralne nie mają tych problemów i część z GCM jest oparta na metodach spektralnych. Używa się też siatek, w których punkty są wybrane na podstawie rzutu sześcianu na kulę, lub innych specjalnych pokryć kuli (pokrycia geodezyjne).
Używa się też sieci ze zmienną rozdzielczością w szczególnym punkcie ziemi lub obszarze ziemi.

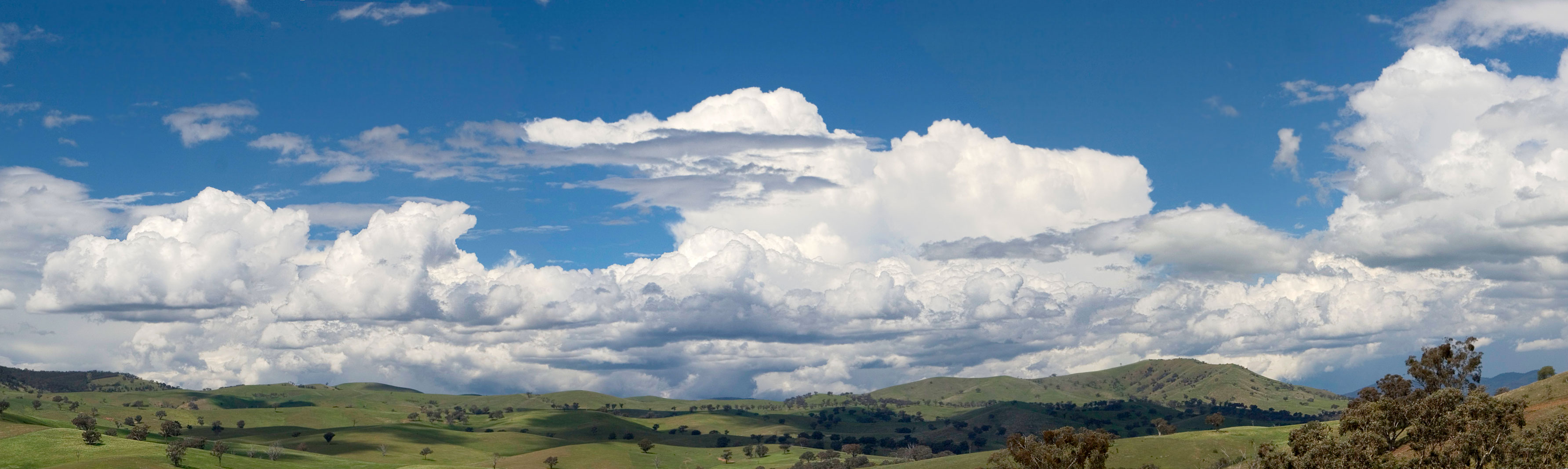
Chmury cumulus są widzialnym przykładem konwekcji atmosferycznej. Jednak modele ogólnej cyrkulacji atmosfery nie są w stanie bezpośrednio symulować zjawisk w skali pojedynczego cumulusa. Dlatego wprowadza się parametryzację konwekcji.

### Konwekcja
W naturze atmosfera jest podgrzewana przez promieniowania słoneczne i staje się niestabilna. Konwekcja powstaje gdy ciepłe powietrze unosi do góry. Te procesy zachodzą w skali za małej, żeby je bezpośrednio opisywać w modelach ogólnej cyrkulacji atmosfery. Rozdzielczość siatki w GCM jest około 100 kilometrów, podczas gdy poszczególne elementy konwekcyjne mogą mieć rozmiar kilkuset metrów. Wobec tego procesy konwekcyjne muszą być uproszczone i sparametryzowane. Od początku zastosowań modeli ogólnej cyrkulacji w latach 1950 używa się tego typu przybliżeń. Jedna z pierwszych parametryzacji konwekcji była zaproponowana przez Akio Arakawę i jego studenta Wayne Schuberta w UCLA.

## Prognoza zmian klimatu

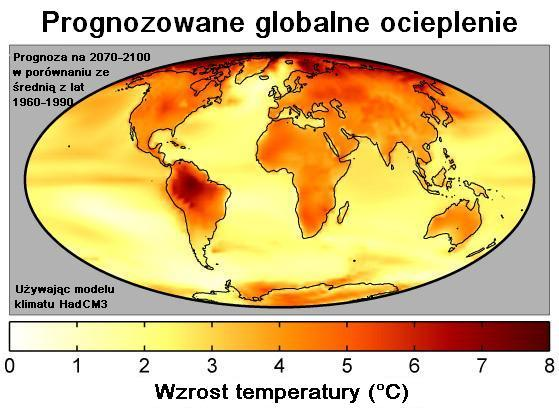
Pokazane są zmiany temperatury w XXI wieku przewidywane przez globalny model cyrkulacji HadCM3 w przypadku scenariusza IS92a. Średnie ocieplenie przewidywane przez model wynosi 3.0 °C.

Nierównowagowe symulacje zmian klimatu za pomocą modeli AOGCM zakładają różne scenariusze, np. wyidealizowaną sytuację, w której CO2 wzrasta o około 1% na rok, lub bardziej realistyczne scenariusze np. IS92a lub SRES. Nie wiadomo, który ze scenariuszy jest właściwy ponieważ prognoza emisji CO2 czy siarczanów jest trudna. 
Na rysunku pokazane są zmiany temperatury w 21 wieku przewidywane przez globalny model cyrkulacji HadCM3 w przypadku scenariusza IS92a. Średnie ocieplenie przewidywane przez model wynosi 3,0 °C.

## Błędy modeli ogólnej cyrkulacji
Według raportu IPCC większość naukowców zgadza się, że niektóre ważne procesy klimatyczne są słabo reprezentowane w modelach klimatu, ale badacze uważają, że lepsze modele nie zmienią ogólnych konkluzji. Błędy są związane z reprezentacją albedo lub czynników zewnętrznych takich jak zmiany w stałej słonecznej spowodowane przez oddziaływanie z promieniami kosmicznymi. 
Debata na temat różnic w przewidywanych zmianach w troposferze - modele klimatu dawały wyniki większe w troposferze niż na powierzchni Ziemi - wydaje się być obecnie (2006) zakończona z konkluzją, że modele przewidują te zmiany prawidłowo.
Rola chmur w zmianach klimatu jest niezwykle ważna a ich reprezentacja w modelach klimatu jest mało precyzyjna. Chmury mogą oziębiać powierzchnię Ziemi poprzez odbijanie promieniowania słonecznego do przestrzeni kosmicznej. Ale chmury mogą też odbijać promieniowanie emitowane przez Ziemię - zwiększają wtedy efekt cieplarniany. Przykładem może być promieniowanie podczerwone z zakresu 8-15 mikrometrów, które jest przepuszczane przez atmosferę, ale nie przez chmury. Tak więc pokrywa chmur jest jednym z najistotniejszych źródeł w globalnych modelach klimatu.
Istnieje hipoteza, że promienie kosmiczne zmieniają pokrywę chmur poprzez tworzenie się jąder kondensacji, na których tworzą się krople chmurowe i mogą wzmocnić słaby sygnał pochodzący od aktywności Słońca. Jest to przykład zjawiska fizycznego, którego parametryzacja nie jest obecnie uwzględniona w modelach zmian klimatu.
Wielu uczonych stara się poprawić modele ogólnej zmiany klimatu i publikowane są artykuły opisujące te ulepszenia. Udoskonalenia przebiegają wolno, ale stale. Np. modele ocean-atmosfera są obecnie (2006) coraz powszechniej dostępne.

## Modele klimatu a przewidywanie pogody

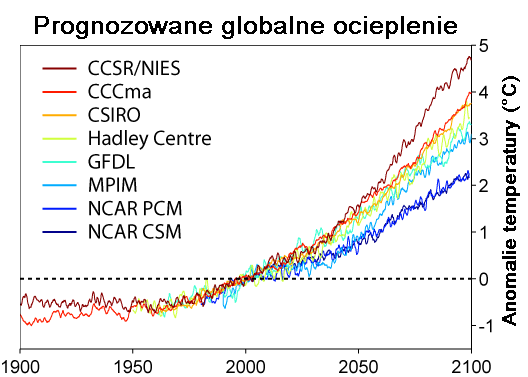
Przewidywane zmiany temperatury z różnych modeli i możliwe błędy

Modele globalnej cyrkulacji atmosfery używane do prognoz klimatu mają bardzo podobną strukturę do modeli prognozujących pogodę na kuli ziemskiej, ale są od nich mimo wszystko różne. W prognozie pogody symulacje są dosyć krótkie - maksymalnie kilka dni. Modele prognozy pogody wymagają bardzo precyzyjnych danych początkowych - zazwyczaj obserwacji ze stacji synoptycznych połączonych z asymilacją danych. Modele prognozy są robione zazwyczaj na znacznie gęstszej siatce, obecnie Europejskie Centrum Prognoz Średnioterminowych używa rozdzielczości około 40 kilometrów. Mimo że prognozy numeryczne pogody po kilku dniach tracą dokładność to nie znaczy, że symulacje klimatu są niedokładne. Dzieje się tak dlatego, że w problemie klimatu istotne są średnie wartości.